# Lac Juniper
Pour les articles homonymes, voir Juniper (homonymie).
Le lac Juniper (Juniper Lake en anglais) est un lac situé au sud-ouest du parc national volcanique de Lassen au nord-est de la Californie aux États-Unis.
Le lac est situé à 2 040 mètres d'altitude à proximité du volcan pic Lassen. Il est accessible par une route non macadamisée au départ de la petite localité de Chester. Quelques infrastructures pour accueillir les visiteurs du parc sont localisées sur sa rive orientale et septentrionale.